# Jordi Magem i Badals
Jordi Magem i Badals, (Manresa, 24 d'agost el 1967), és un jugador d'escacs català, que té el títol de Gran Mestre des de 1994. Va ser guardonat el 1989 amb la Insígnia de Plata de la Federació Catalana d'Escacs. El 2010 la FIDE li va atorgar el títol de FIDE Senior Trainer, el màxim títol d'entrenador internacional. És el segon de l'Àlvar Alonso.
A la llista d'Elo de la FIDE del desembre de 2021, hi tenia un Elo de 2515 punts, cosa que en feia el jugador número 20 (en actiu) de l'estat espanyol. El seu màxim Elo va ser de 2593 punts, a la llista de novembre de 2010 (posició 240 al rànquing mundial).

## Resultats destacats en competició
El 1981 va guanyar el Campionat de Catalunya infantil. El 1983, fou Campió de Catalunya Juvenil i també Campió d'Espanya Juvenil, a Pamplona. Va ser campió d'Espanya d'escacs actius l'any 1987, fita que repetí el 1999. El 1988 fou tercer a l'Obert de Sitges (el guanyador fou Javier Campos Moreno).
Va ser Campió d'Espanya el 1990 a Linares, per damunt de Marcelino Sión. Ha estat sostcampió 3 cops, els anys 1986 a La Roda (campió:Ángel Martín), el 1993 a Bilbao (campió:Lluís Comas) i el 1997 a Torrevella (campió:Pablo San Segundo).
Entre els anys 1993 i 1995 va tenir actuacions molt exitoses al Torneig Magistral de Pamplona: el 1993 va guanyar, per davant d'Andrei Sokolov i Félix Izeta; el 1994 fou tercer, rere els jugadors d'elit russos Aleksandr Morozévitx i Vadim Zviàguintsev; i el 1995 tornà a vèncer, per davant de Julio Granda i Miquel Illescas
El 1998, al Torneig Zonal d'Andorra (a Les Escaldes) aconseguí la classificació per a les finals del Campionat del món d'escacs de Las Vegas 1999.
Va ser Campió absolut de Catalunya el 2008 (per davant de l'MI Jordi Fluvià Poyatos), subcampió el 2009 rere el GM Josep Manuel López Martínez i el 2010 va recuperar el títol.
El 2009, va guanyar el fort torneig "Kutxa" de Sant Sebastià, (un torneig tancat, amb 10 participants), per damunt de Loek van Wely).

## Competicions nacionals per equips

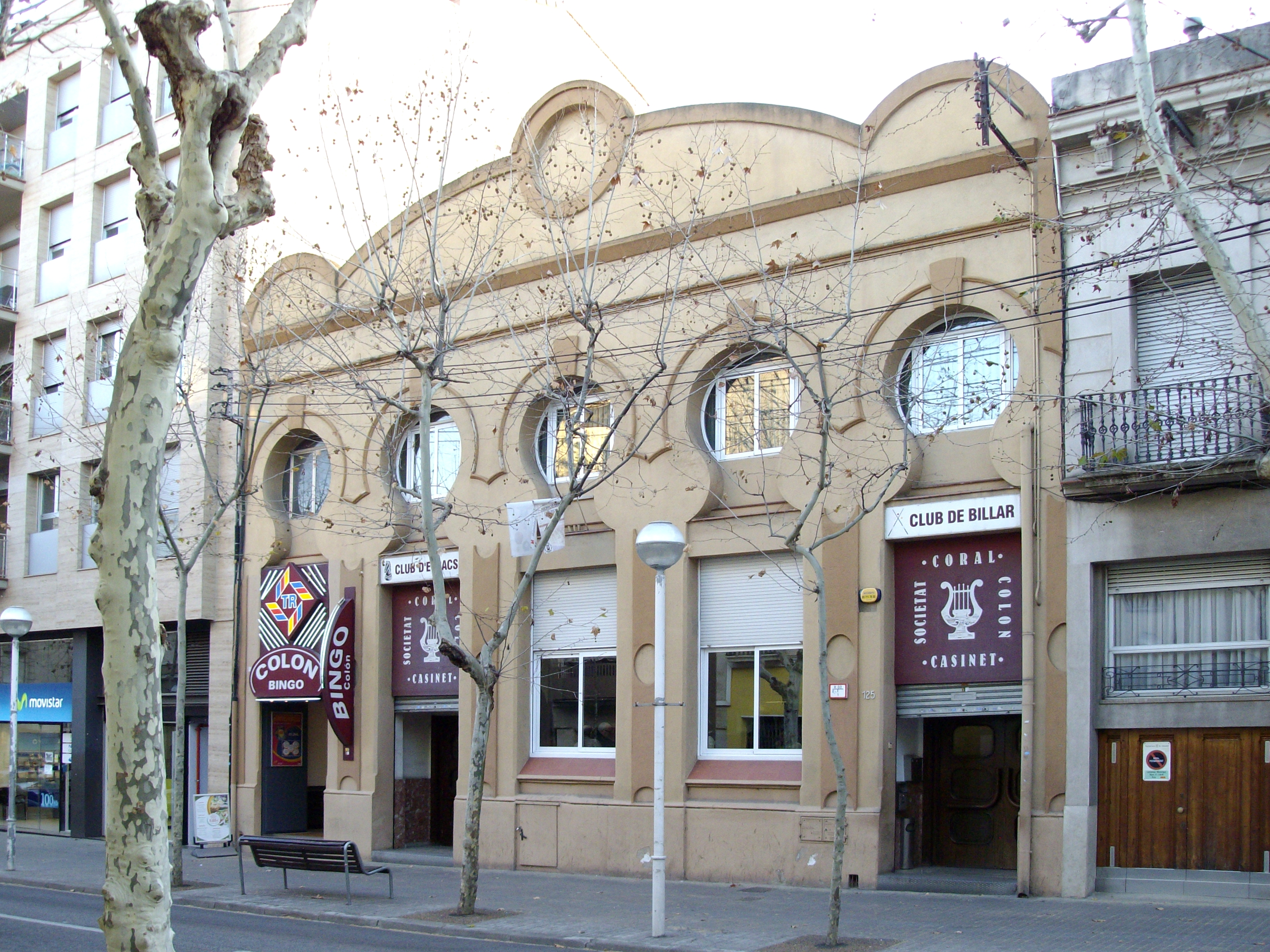
Edifici de la Societat Coral Colon a Sabadell

Va començar a jugar a l'Escacs Catalònia Club de Manresa, va passar breument pel Club Escacs Centelles, i posteriorment fitxà per l'UGA, equip amb el qual es proclamà campió de Catalunya i d'Espanya per equips. Amb l'equip sabadellenc de la Societat Coral Colon, va aconseguir la Copa Catalana 2008, l'ascens a la Divisió d'Honor Catalana i a la Divisió d'Honor Espanyola. L'any 2010 es proclamà campió de Catalunya per equips amb la Societat Coral Colon de Sabadell.

### Competicions internacionals per equips
Jordi Magem ha participat, representant Espanya, en tres Campionats d'Europa per equips entre els anys 1992 i 1999 (amb un total de 13 punts de 24 partides, un 54,2%). A l'edició de 1992 hi participà com a MI, i a partir de 1997 com a GM.
També ha participat, representant Espanya, en set Olimpíades d'escacs entre els anys 1990 i 2010 (amb un total de 40½ punts de 71 partides, un 57,0%). A les edicions entre 1990 i 1994 hi participà com a MI, i a partir de 1996 com a GM.
Posteriorment ha fet habitaulment de capità de seleccions espanyoles per equips, com per exemple l'octubre de 2017 al Campionat d'Europa d'escacs per equips, a Khersónissos, Creta.
| Any  | Olimpíada        | Ciutat         | Elo propi | Tauler     | Partides | Guanyades | Taules | Perdudes | %     |
| ---- | ---------------- | -------------- | --------- | ---------- | -------- | --------- | ------ | -------- | ----- |
| 1990 | XXIX Olimpíada   | Novi Sad       | 2470      | 4t         | 11       | 5         | 3      | 3        | 59,1% |
| 1994 | XXXI Olimpíada   | Moscou         | 2520      | 2n         | 12       | 4         | 7      | 1        | 62,5% |
| 1996 | XXXII Olimpíada  | Erevan         | 2570      | 3r         | 12       | 3         | 8      | 1        | 58,3% |
| 1998 | XXXIII Olimpíada | Elistà         | 2540      | 3r         | 10       | 2         | 6      | 2        | 50,0% |
| 2000 | XXVII Olimpíada  | Istanbul       | 2481      | 4t         | 10       | 3         | 6      | 1        | 60,0% |
| 2002 | XXXV Olimpíada   | Bled           | 2506      | 1r suplent | 7        | 1         | 3      | 3        | 35,7% |
| 2010 | XXXIX Olimpíada  | Khanti-Mansisk | 2589      | 4t         | 9        | 4         | 4      | 1        | 66,6% |

| Any  | Europeu                | Ciutat   | Elo propi | Tauler | Guanyades | Taules | Perdudes | %     |
| ---- | ---------------------- | -------- | --------- | ------ | --------- | ------ | -------- | ----- |
| 1992 | X Europeu per equips   | Debrecen | 2510      | 2n     | 4         | 2      | 2        | 62,5% |
| 1997 | XI Europeu per equips  | Pula     | 2570      | 1r     | 2         | 3      | 3        | 43,8% |
| 1999 | XII Europeu per equips | Batumi   | 2528      | 3r     | 3         | 3      | 2        | 56,3% |